# Леспромхоз (Шатурский район)
Леспромхоз — посёлок в Шатурском муниципальном районе Московской области. Входит в состав городского поселения Черусти. Население — 33 чел. (2010).

## Расположение
Посёлок Леспромхоз расположен в восточной части Шатурского района, расстояние до МКАД порядка 154 км. Посёлок непосредственно примыкает к южной окраине Черустей, своеобразной границей между посёлками является река Чиверка. Высота над уровнем моря 130 м.

## История
До 2004 года посёлок находился в административном подчинении рабочему посёлку Черусти, после был передан в Пустошинский сельский округ.

## Население
| 2006 | 2010 |
| ---- | ---- |
| 74   | ↘33  |